# A nemzetgazdaságtan bírálatának vázlata
A nemzetgazdaságtan bírálatának vázlata című tanulmány Friedrich Engels első angliai tartózkodása (1842. november 29. – 1844. augusztus 26.) idején született műveinek kiemelkedő darabja. Szerzője 1843 végén és 1844 elején írta, s a Karl Marx által szerkesztett Deutsch-Französische Jahrbücher című folyóirat 1844 februárjában kiadott első és egyetlen számában jelent meg német nyelven, Friedrich Engels aláírással. Engels manchesteri tartózkodása alatt arra a következtetésre jutott, hogy a társadalmi élet alapját az anyagi termelés és a gazdasági viszonyok alkotják. Írása tudományos vizsgálat alá vette a tőkés gazdasági rendszer működését, a magántulajdon uralmának következményeit, amivel újabb lépést tett a materialista történelemszemlélet kialakítása felé. Engels ezen munkája oly inspiráló hatást tett Marxra, hogy a Jahrbücher megjelentetése után szisztematikus közgazdasági tanulmányokba kezdett. Konspektust (gondolatmenetet áttekintő jegyzetet) készített belőle, később többször elismeréssel hivatkozott a műre. Még sok évvel később is, 1859 januárjában mint „a gazdasági kategóriák bírálatához írt zseniális vázlat”-ról írt róla.

## A nemzetgazdaságtan bírálatának vázlata
Meghökkentő felütésként, Engels sommás morális ítélettel definiálja a nemzetgazdaságtan fogalmát: „A nemzetgazdaságtan a kereskedelem kibővülésének természetes következményeként keletkezett, s vele a megengedett csalás kialakult rendszere, egy teljes meggazdagodási tudomány lépett az egyszerű, tudománytalan kufárkodás helyébe.” Ám ez az alapállás nem zsurnaliszta hatásvadászat, hanem végigvonul az íráson, bizonyítandó, hogy a bírálat a polgári közgazdaságtan teljes egészére vonatkozik, nem csupán egyes részeire. A morális indíték ott van minden logikai levezetésében, melyben bizonyítja a tőkés magántulajdonosi rendszer irracionalitását, de a hideg logika mögül sokszor előbújik az elemi erejű felháborodás, s nyers erkölcsi ítélettel kapcsolja össze a tudományos érvelést. Mielőtt azonban rátérne a tőkés közgazdaságtan kritikájára, rövid történeti áttekintést ad a merkantilista rendszerről, mely fejletlenebb gazdasági formaként alulmaradt a tőkés formával szemben:
„Ez a kereskedők kölcsönös irigységéből és kapzsiságából keletkezett nemzetgazdaságtan vagy meggazdagodási tudomány magán viseli a legundorítóbb önzés bélyegét. Az emberek még abban a naiv hitben éltek, hogy az arany és az ezüst a gazdagság, és ezért legsürgősebb teendőjük az volt, hogy mindenütt megtiltsák a »nemes« fémek kivitelét. A nemzetek úgy álltak egymással szemben, mint zsugorik, akik szorosan magukhoz ölelik drága pénzeszsákjukat és irigykedve, gyanakodva figyelik szomszédjukat. Mindent elkövettek, hogy azoktól a népektől, amelyekkel kereskedelmi kapcsolatban álltak, minél több készpénzt kicsaljanak és a szerencsésen az országba hozott pénzt ügyesen a vámhatárokon belül tartsák.
Ennek az elvnek teljesen következetes keresztülvitele megölte volna a kereskedelmet. Egyre inkább túlléptek hát ezen az első lépcsőfokon; átlátták, hogy a tőke a ládafiában halott, a forgalomban viszont egyre gyarapszik. A kereskedők ennél fogva emberbarátibb magatartást tanúsítottak, csalimadárnak kiküldték dukátjaikat, hogy másokkal együtt visszajöjjenek, és felismerték, hogy semmi kár nem származik abból, ha A-nak túlságosan sokat fizetnek árujáért, mindaddig, míg B-nél még magasabb áron túladhatnak rajta.
Ezen az alapon épült fel a merkantilrendszer. A kereskedelem kapzsi jellegét már valamelyest elrejtették; a nemzetek valamelyest közelebb kerültek egymáshoz, kereskedelmi és barátsági szerződéseket kötöttek, egymással üzleteket csináltak és, a nagyobb nyereség kedvéért, minden lehető szépet és jót megtettek egymásnak. Alapjában azonban ez is csak a régi pénzsóvárság és önzés volt, s ez időről időre háborúkba torkollott, amelyek ebben az időszakban mind kereskedelmi féltékenységből fakadtak. Ezekben a háborúkban megmutatkozott az is, hogy a kereskedelem, akárcsak a rablás, az ököljogon nyugszik; senkinek sem volt a legkisebb lelkiismeret-furdalása sem, amikor arról volt szó, hogy ravaszsággal vagy erőszakkal olyan szerződéseket csikarjon ki, amelyeket legkedvezőbbnek tart.”
A merkantil rendszer Engels elemzésében a kereskedelmi háborúk kora, amely átmenetet képez a régebbi korok nyílt rablása (gyarmatosítás, háborúk) és a tőkés rend álcázott rablása között. A 18. században felemás gazdaságtani forradalom zajlott le, amely nem kérdőjelezte meg a magántulajdont, Adam Smith új gazdaságtana képmutatással palástolta a rendszer embertelenségét:
„A gazdaságtan tehát emberbaráti jelleget öltött; kizárta kegyeiből a termelőket és a fogyasztókhoz fordult; szent iszonyt szenvelgett a merkantil-rendszer véres borzalmaival szemben és kijelentette, hogy a kereskedelem a nemzetek, valamint az egyének közötti barátság és egyesülés köteléke. Minden merő nagyszerűség és gyönyörűség volt – de az előfeltevések csakhamar ismét érvényre jutottak és ezzel a káprázatos filantrópiával való ellentétben létrehozták a Malthus-féle népesedési elméletet, minden korok legdurvább, legbarbárabb rendszerét, a kétségbeesés rendszerét, amely egycsapásra rácáfolt mindarra, amit emberszeretetről és világpolgárságról oly szépen elmondtak; létrehozták és fejlesztették a gyárrendszert és a modern rabszolgaságot, amely embertelenség és borzalom dolgában semmivel sem marad el a régi mögött. Az új gazdaságtan, az Adam Smith »Wealth of Nations«-én alapuló szabadkereskedelmi rendszerről kiderül, hogy ugyanaz a képmutatás, következetlenség és erkölcstelenség, amely ma minden területen szemben áll a szabad emberséggel.”
A félreértések elkerülés végett Engels leszögezi, hogy a Smith féle szabadkereskedelmi rendszer fejlettebb, mint a merkantil rendszer, mert az gátolta a monopóliumaival és partikuláris rendszabályaival a tőkés fejlődést. Ez a fejlődés azonban egyúttal a magántulajdon fejlődése, mely általánossá teszi és felszínre hozza az ellentmondásokat, ezáltal alapot és lehetőséget teremt a tudományos vizsgálódás számára, hogy meghaladja a magántulajdon gazdaságtanát. Kiemeli, hogy mindezért a kritika a kortárs közgazdászok irányában élesebb, mert azok nagyobb felelősséget viselnek képmutatásukért, mint elődeik:
„Ítéletünknek annál szigorúbbnak kell lennie, minél inkább már a mi korunkhoz tartoznak azok a közgazdászok, akikről ítéletet mondunk. Hiszen Smith és Malthus csak egyes részleteket talált készen, az újabbak előtt viszont már befejezetten ott állt az egész rendszer; a következtetéseket mind levonták már, az ellentmondások elég világosan napfényre kerültek, s ezek az újabb közgazdászok mégsem jutottak el a premisszák megvizsgálásáig, mégis még mindig vállalták a felelősséget az egész rendszerért. Minél jobban közelednek a közgazdászok napjainkhoz, annál jobban távolodnak a becsületességtől. Minél jobban halad az idő, szükségképpen annál több a szofisztika, hogy a gazdaságtant a kor színvonalán tartsák. Éppen ezért például Ricardo bűnösebb, mint Adam Smith, s MacCulloch és Mill bűnösebb, mint Ricardo.
Az újabb gazdaságtan még a merkantil-rendszert sem tudja helyesen megítélni, mert maga is egyoldalú és még e rendszer előfeltevéseivel terhes. Csak az az álláspont, amely felülemelkedik a két rendszer ellentétén, amely mindkét rendszer közös előfeltevéseit bírálja és egy tisztán emberi, általános bázisról indul ki, – csak ez tudja majd kijelölni mindkettőnek az igazi helyét. Kiderül majd, hogy a szabadkereskedelem bajnokai komiszabb monopolisták, mint maguk a régi merkantilisták. Kiderül majd, hogy az újabbak szemforgató humanitása mögött olyan barbárság rejlik, amelyről a régieknek fogalmuk sem volt; hogy a régiek fogalomzavara még egyszerű és következetes támadóik kétszínű logikájához képest, és hogy a két fél egyike sem vethet a másik szemére olyasmit, ami ne hullana vissza reá.”
Engels előzetes hipotézise szerint a szabadkereskedelem kitermel egy alternatívát, melynek regresszív ága a monopóliumok restaurálása, míg progresszív ága a magántulajdon megszüntetése. A gazdasági kategóriák tulajdonképpeni elemzése csak ezután kezdődik. Mindenekelőtt megkérdőjelezi a közgazdaságtan, nemzetgazdaságtan és politikai gazdaságtan kifejezések létjogosultságát, melyek már elnevezésükben hordozzák a hamis és egyúttal értelmetlen tartalmat, – állítása szerint az egyetlen jogosult kifejezés a magángazdaságtan:
„A nemzeti gazdagság kifejezést csak a liberális közgazdászok általánosítási szenvedélye hozta magával. Amíg a magántulajdon fennáll, ennek a kifejezésnek semmi értelme. Az angolok »nemzeti gazdagsága« igen nagy, s mégis a legszegényebb nép a földön. Vagy teljesen el kell ejteni ezt a kifejezést, vagy pedig olyan előfeltevéseket kell elfogadni, amelyek értelmet adnak neki. Ugyanígy vagyunk az olyan kifejezésekkel is, mint a nemzetgazdaságtan, a politikai gazdaságtan, a közgazdaságtan. Ezt a tudományágat a mai viszonyok között magángazdaságtannak kellene nevezni, mert a közt illető vonatkozásai csak a magántulajdon kedvéért vannak meg.”

### A kereskedelem
A magántulajdonból eredő első vizsgált gazdasági kategória a kereskedelem, melyet a szükségletek kölcsönös kicserélésének, „adás és vétel”-nek definiál. De ezt az előzetes definíciót a mindennapokból vett kereskedelmi viselkedéssel szemléltetve, hamarosan kiegészíti egy felsőbb morális szempontból történő ítélettel, amivel törvényes csalásnak minősíti:
„Minden adásvételnél tehát szemben áll egymással két ember abszolúte ellenkező érdekekkel, ez a konfliktus teljesen ellenséges jellegű, mert mindegyikük ismeri a másik szándékait, tudja, hogy ellenkeznek az övéivel. Ennek első következménye tehát az egyik oldalon a kölcsönös bizalmatlanság, a másikon ennek a bizalmatlanságnak az igazolása, erkölcstelen eszközök alkalmazása erkölcstelen cél elérése végett. A kereskedelem első alapelve ezért például a hallgatás, mindannak eltitkolása, ami a szóban forgó cikk értékét alább szállíthatná. A következmény: a kereskedelemben megengedett dolog a szembenálló fél tudatlanságából, bizalmából a lehető legnagyobb hasznot húzni és az árut olyan tulajdonságokkal feldicsérni, amelyekkel nem rendelkezik. Egy szóval: a kereskedelem törvényes csalás. Hogy a gyakorlat pontosan egybevág ezzel az elmélettel, azt bármely kereskedő tanúsíthatja, ha hű akar lenni az igazsághoz.”
Engels felvázol egy humanizálódási fejlődési pályát, amelyben a rablás „naiv, katolikus egyenességét”, mely „közszemlére tárja alantas kapzsiságát” felváltja a „protestáns szemforgatás”. Adam Smith „A nemzetek gazdagsága” című alapvető jelentőségű művére többször hivatkozik, vitatkozik vele, sőt többes szám második személyre váltva, érveit mintegy vádpontokat soroló néptribun adja elő:
„Smithnek igaza volt, amikor a kereskedelmet humánusnak dicsőítette. Nincs a világon semmi, ami abszolúte erkölcstelen volna; a kereskedelemnek is van egy oldala, ahol az erkölcsiségnek és az emberségnek hódol. De micsoda hódolat ez! Az ököljogot, a középkori sima útonállást humanizálták, amikor átfejlődött a kereskedelembe, s a kereskedelmet humanizálták, amikor első formája, amelyet a pénzkivitel megtiltása jellemzett, átfejlődött a merkantil-rendszerbe. Most magát a merkantil-rendszert is humanizálták. Persze a kereskedőnek érdeke, hagy mind az egyik féllel, amelytől olcsón vásárol, mind a másikkal, amelynek drágán elad, jó viszonyt tartson fenn. Igen oktalanul cselekszik tehát az a nemzet, amely ellátóinál és vevőinél ellenséges hangulatot kelt. Minél nagyobb a barátság, annál nagyobb az előny. Ez a kereskedelem humanitása, és az erkölcsösség erkölcstelen célokra való felhasználásának e szemforgató módja a szabadkereskedelmi rendszer büszkesége. Hát nem megdöntöttük a monopóliumok barbárságát, kiáltják a képmutatók, nem elvittük-e távoli világrészekre a civilizációt, nem teremtettünk-e testvériséget a népek között, és nem csökkentettük-e a háborúk számát? – Igen ezt mind megtettétek, de hogyan tettétek meg! Megsemmisítettétek a kis monopóliumokat, hogy az egy nagy alapmonopólium, a tulajdon, annál szabadabban és korlátlanabbul működhessen: civilizáltátok a világ távoli végeit, hogy új területet kapjatok aljas kapzsiságtok kibontakoztatására; testvériséget teremtettetek a népek között, de tolvajok testvériségét, és csökkentettétek a háborúk számát, hogy békében annál többet keressetek, hogy az egyesek ellenségeskedését, a konkurencia becstelen háborúját a legvégsőkig fokozzátok! – Hol tettetek bármit is tiszta humanitásból, az általános és az egyéni érdek közötti ellentét semmisségének tudatából? Mikor voltatok erkölcsösek anélkül, hogy ehhez érdeketek ne fűződött volna, anélkül, hogy a háttérben erkölcstelen, önző indítékaitok ne lettek volna?”

### Az értékelméletek zűrzavara
A következőkben az érték kategóriáját elemzi. Kritizálja a polgári közgazdászok egyoldalú, hamis értékfelfogásait, mivel egyikük sem képes megragadni az érték valódi, kettős természetét. Az angolok egyoldalúsága abban áll, hogy megpróbálják eltüntetni a használati értéket, s így az elvont vagy reális érték alatt a termelési költségeket értik, mely levezethető ellentétpárjából, a csereértékből. Engels bebizonyítja, hogy ennél fogva az angol közgazdászoknál, MacCullochnál és Ricardonál az elvont érték termelési költségek általi meghatározása üres absztrakció, irrealitás. Saynél viszont megtalálható a hasznosság, de a magántulajdon uralma alatt nem tud objektív érvényre jutni a konkurenciaviszony fennállása miatt, így ebben az esetben is dominánssá válik a csereérték. Engels itt először tesz kísérletet egy új közgazdasági értékelmélet körvonalazására:
„ Próbáljunk csak világosságot vinni ebbe a zűrzavarba. Valamely dolog értéke magában foglalja mind a két tényezőt, amelyet a vitázó felek erőszakkal és – mint láttuk – eredménytelenül különválasztanak. Az érték a termelési költségek viszonya a hasznossághoz. Az érték legelőször akkor kerül alkalmazásra, amikor el kell dönteni, vajon egyáltalán termeljenek-e valamely dolgot, vagyis arányban van-e a hasznossága a termelési költségeivel. Csak ezután lehet szó arról, hogy az értéket a csere szempontjából alkalmazzák. Ha két dolog termelési költségeit egyenlőnek vesszük, akkor a hasznosság az a döntő mozzanat, amely viszonylagos értéküket meghatározza.
Ez az alap a csere egyetlen jogszerű alapja. De ha ebből indulunk ki, vajon ki dönt a dolog hasznossága felől? A résztvevők puszta véleménye? Ez esetben az egyiket mindenképpen becsapják. Vagy egy olyan meghatározás, amely a dolog inherens hasznosságán alapszik a részt vevő felektől függetlenül és általuk fel nem ismerten? Ez esetben a csere csak kényszer révén jöhet létre, s mindegyik fél becsapottnak érzi magát. Ezt az ellentétet, amely a dolgok valódi inherens hasznossága és e hasznosság meghatározása között, a hasznosság meghatározása és a cserélők szabadsága között fennáll, nem lehet megszüntetni anélkül, hagy meg ne szüntetnők a magántulajdont; s mihelyt megszűnik a magántulajdon, a mai értelemben vett cseréről már szó sem lehet. Az értékfogalom gyakorlati alkalmazása ez esetben mindinkább a termelésre vonatkozó döntésre fog korlátozódni, s ez az értékfogalom tulajdonképpeni szférája.”
A továbbiakban bírálja a „kereskedelmi érték” kifejezés megtévesztő mivoltát, helyette az ár kategória használatát tartaná helyesnek:
„A reális érték és a csereérték közötti különbség alapja egy tény – nevezetesen az, hogy valamely dolog értéke különbözik a kereskedelemben érte adott úgynevezett egyenértéktől, vagyis hogy ez az egyenérték nem egyenérték. Ez az úgynevezett egyenérték a dolog ára, s ha a közgazdász becsületes volna, ezt a szót használná a „kereskedelmi érték” helyett. De hát valamennyire mégis csak fenn kell tartania azt a látszatot, hogy az ár valamiképpen összefügg az értékkel, nehogy túlontúl világosan napfényre kerüljön a kereskedelem erkölcstelen volta.”

### A termelés lényegi összetevői
Engels igazat ad a közgazdászok azon állításának, hogy az árat a termelési költségek és a konkurencia kölcsönhatása határozza meg. A reális érték polgári fogalmának bírálata során a következőkben a termelési költségeket bontja elemeire. Eszerint a termelési költségeket a nyersanyag termeléséhez szükséges földdarab járadéka, a felhasznált tőke és a felhasznált munkáért fizetett munkabér teszi ki. A termelési költségek vizsgálata során azonban magának a termelési folyamatnak a lényegi összetevőit kezdi el boncolgatni, mely során arra a mára különleges jelentőségűvé vált megállapításra jut, hogy a tudomány a termelés lényegi összetevője:
„Nyomban kitűnik azonban, hogy a tőke és a munka azonos, hiszen a közgazdászok maguk is bevallják, hogy a tőke »felraktározott munka«. Ily módon tehát csak két oldal marad, a természeti, objektív oldal, a föld, és az emberi, szubjektív oldal, a munka, amely magában foglalja a tőkét – és a tőkén kívül még valami harmadikat, amire a közgazdász nem gondol, a fizikai eleme, a puszta munka mellett a szellemi elemet értem, a találékonyságot, a gondolatot. Mi köze a közgazdásznak a találékonysághoz? Hát nem jutott hozzá minden találmányhoz anélkül, hogy csak a kisujját is megmozdította volna érte? Került neki valamibe akár csak egy is? Mit törődjön hát vele termelési költségeinek kiszámításánál? Az ő számára a föld, a tőke és a munka a gazdagság feltételei, egyébre nincs szüksége. A tudományhoz semmi köze. Hogy Berthollet, Davy, Liebig, Watt, Cartwright és mások révén ajándékokat adott neki, amelyek mérhetetlenül sokat lendítettek rajta és termelésén – mit érdekli az? Az ilyesmit nem tudja kiszámítani; a tudomány vívmányai túlmennek számainak körén. De egy észszerű állapotban, amely túlmegy az érdekek megosztásán, ahogy ez a közgazdásznál megvan, okvetlenül a – szellemi elem is hozzátartozik a termelés elemeihez és a gazdaságtanban is meg fogja találni a helyét a termelési költségek között. S itt mindenesetre megnyugtató, ha tudjuk, hogy a tudomány ápolása anyagilag is kifizetődik, ha tudjuk, hogy a tudomány egyetlen gyümölcse, például James Watt gőzgépe, létezésének első ötven esztendejében többet hozott a világnak, mint amennyit a világ kezdettől fogva a tudomány ápolására kiadott.
Ezek szerint a termelésnek két eleme tevékenykedik, a természet és az ember, s az utóbbi megint fizikai és szellemi tekintetben, – most hát visszatérhetünk a közgazdászhoz és termelési költségeihez.”

### A földjáradék
A továbbiakban a termelés legfőbb természeti összetevőjének, a földtulajdonlásnak a tőkés körülmények közt történő működését elemzi, s kísérletet tesz a földjáradék kategóriájának felvázolására. Engels állítása szerint Ricardo földjáradék meghatározásában figyelmen kívül hagyja a konkurenciát, Smith pedig a föld eltérő termőképességét, így a következő definíciós kísérletre jut: „A földjáradék a föld termőképessége, a természeti oldal (amely megint csak a természeti adottságból és az emberi megművelésből, a föld javítására fordított munkából áll) – és az emberi oldal, a konkurencia közötti viszony.” Majd nem mulasztja el a földbirtoklás magántulajdonosi rendszerének morális elítélését:
„A földbirtokos nem vethet a kereskedő szemére semmit.
Rabol, amikor a földet monopolizálja. Rabol, amikor a maga érdekében kihasználja a népesség növekedését, amely növeli a konkurenciát és ezzel földjének értékét, amikor személyes hasznának forrásává tesz olyasmit, ami nem személyes tevékenysége révén jött létre, ami teljesen véletlen a számára. Rabol, ha a földet bérbe adja, amikor a bérlő által a föld javítására fordított befektetéseket végül ismét magához ragadja. Ez a titka a nagy földbirtokosok egyre növekvő gazdagságának.”
Engels értékelméletének körvonalazása során a termékenység (Fruchtbarkeit) után bevezeti a termelőképesség (Produktionsfähigkeit) kifejezést, kísérletezik a legmegfelelőbb nyelvi formával, mely egyelőre még a földjáradékhoz hozzárendelt, tehát szűkebb érvényű fogalomként funkcionál:
„Ha itt ismét figyelmen kívül hagyjuk a magántulajdont, akkor a földjáradékból nem marad más, mint az, ami igaz benne, az az észszerű felfogás, amely lényegileg alapjául szolgál. A földnek földbérként tőle különválasztott értéke tehát visszaháramlik magára a földre. Ez az érték, amelyet azzal kell mérni, hogy egyenlő földterületeknek egyenlő munkaráfordítás mellett mennyi a termelőképességük, kétségtelenül számításba jön mint a termelési költségek része a termékek értékének meghatározásánál és – akárcsak a földjáradék – nem egyéb, mint a termelőképesség viszonya a konkurenciához, de az igazi konkurenciához, ahogyan azt a maga idején ki fogom majd fejteni.”

### Tőke, munka, föld
A következőkben a tőke, a munka és a föld kategóriáját, mint szorosan összetartozókat tételezi. A magántulajdon azonban hasadást idéz elő a tőke és munka között, melyet teljesen észszerűtlennek nyilvánít. Ezen irracionális ellentmondások a termelés egészének folyamatát irracionálissá teszik, s bevezeti azt a hipotézist, hogy ezeknek az ellentmondásoknak fokozódniuk kell, majd végül szintézisük megvalósulásával, a magántulajdon megszüntetésével meg kell hogy oldódjanak:
„A kamatokban éri el tetőfokát e kettéhasadások észszerűtlensége. Hogy mennyire erkölcstelen a kamatos kölcsön, vagyis az, hogy valaki munka nélkül, a puszta kölcsönadásért valamit kapjon, az – noha már a magántulajdonban benne rejlik – túlságosan is szembeszökő, és ezt az elfogulatlan népi tudat, amelynek ilyen dolgokban legtöbbnyire igaza van, már régen felismerte. Mindezek a finom hasadások és osztódások a tőkének a munkától való eredeti különválásából és e különválásnak az emberiség tőkésekre és munkásakra hasadásában végbemenő beteljesedéséből keletkeznek – olyan hasadás ez, amely napról napra élesebben alakul ki és amelynek, mint látni fogjuk, egyre fokozódnia kell. De ez a különválás, mint a földnek már szemügyre vett különválása a tőkétől és a munkától, végső fokon lehetetlenség. Egyáltalán nem lehet meghatározni, hogy egy meghatározott termelvényben milyen része van a földnek, a tőkének és a munkának. A három nagyság összemérhetetlen. A föld teremti a nyersanyagot, de nem tőke és munka nélkül, a tőke előfeltételezi a földet és a munkát, s a munka legalább a földet, de többnyire a tőkét is előfeltételezi. Amit ez a három végez, egészen különböző fajtájú, és nem lehet egy negyedik, közös mértékkel mérni. Ha tehát a mostani viszonyok között arra kerül sor, hogy a hozamot e három elem között elosszuk, ehhez nincsen semmilyen inherens mértékük, hanem egy tőlük teljesen idegen, véletlenszerű mérték dönt: a konkurencia, vagyis az erősebbnek a rafinált joga. A földbér implikálja a konkurenciát, a tőkenyereséget egyes-egyedül a konkurencia határozza meg, s hogy hogyan állunk a munkabérrel, azt nyomban meglátjuk.
Ha elejtjük a magántulajdont, elesnek mindezek a természetellenes hasadások. Elesik a kamat és a nyereség közötti különbség; a tőke munka nélkül, mozgás nélkül semmi. A nyereség jelentősége arra korlátozódik, hogy a termelési költségek meghatározásánál mit nyom a latban a tőke, s így a tőke számára inherens marad, mint ahogy ez maga is visszaesik a munkával való eredeti egységébe.”

### A konkurencia és a monopólium
A következő részben a konkurencia és a monopólium viszonyát veszi górcső alá. A konkurencia következtében a termelés három fő eleme, a munka, a tőke és a föld harcban áll egymással, ahelyett, hogy kölcsönösen együttműködnének. Ezt súlyosbítja, hogy a magántulajdon mindhárom termelési elemet szétforgácsolja:
„Az egyik földdarab szemben áll a másikkal, az egyik tőke a másikkal, az egyik munkaerő a másikkal. Más szavakkal: minthogy a magántulajdon mindegyiket elszigeteli saját nyers egyediségére és minthogy mindegyiknek mégis ugyanaz az érdeke, mint szomszédjának, ellenségesen áll szemben az egyik földbirtokos a másikkal, az egyik tőkés a másikkal, az egyik munkás a másikkal. Az egyenlő érdekeknek ebben az éppen egyenlőségük miatti ellenséges szembekerülésében beteljesedik az emberiség eddigi állapotának erkölcstelensége; s ez a beteljesedés a konkurencia.”
Ezek után bebizonyítja, hogy az ún. tiszta szabad verseny képmutatás, mert a magántulajdon számos monopólium fennmaradását biztosítja. Ráadásul minden konkuráló fél a saját monopóliumának kialakítására törekszik a többivel szemben. Magánérdek és közérdek így szöges ellentétben, harcban áll egymással. Ezek után kitér a kereslet és kínálat ingadozására, a periodikus kereskedelmi válságokra, a nyomukban fellépő nyomorra és erkölcstelenségre. Röviden érinti a megoldás irányát is:
„Ha a termelők mint olyanok tudnák, mennyire van szükségük a fogyasztóknak, ha megszerveznék a termelést, ha elosztanák azt egymás között, lehetetlen volna, hogy a konkurencia ingadozzon és a válság felé hajoljon. Termeljetek tudatosan, mint emberek, nem pedig mint az emberi nem tudatával nem rendelkező szétforgácsolt atomok, és túljutottatok mindezeken a mesterséges és tarthatatlan ellentéteken. De mindaddig, amíg továbbra is a mostani tudattalan, gondolat nélküli, a véletlen uralmára bízott módon termeltek, addig megmaradnak a kereskedelmi válságok; s minden újabb ilyen válság még egyetemesebb, tehát még súlyosabb lesz, mint az előző, mindegyikben a kis tőkések még nagyobb tömege fog elszegényedni és a pusztán munkájából élő osztály létszáma egyre nagyobb arányokban fog növekedni – tehát a foglalkoztatandó munka mennyisége, közgazdászaink legnagyobb problémája, szemlátomást növekszik majd és végül olyan társadalmi forradalmat idéz elő, amilyenre a közgazdászok iskolabölcsessége álmában sem gondol.”
Ezt követően a konkurenciaviszony által előidézett folyamatos áringadozás demoralizáló következményeit veszi számba, amely minden résztvevőt spekulánssá tesz:
„A konkurenciaviszony által előidézett örökös áringadozás végképp megfosztja a kereskedelmet az erkölcsösség utolsó nyomától is. Értékről már szó sincs; ugyanaz a rendszer, amely látszólag olyan nagy súlyt vet az értékre, amely az érték absztrakcióját a pénzben külön létezéssel tiszteli meg – ugyanez a rendszer a konkurenciával szétrombol minden inherens értéket és napról napra, óráról órára megváltoztatja minden dolog egymáshoz való értékviszonyát. Hol marad ebben a kavarodásban bármilyen lehetőség is az erkölcsös alapon nyugvó cserére? Ebben a szakadatlan emelkedésben és zuhanásban mindenki kénytelen arra törekedni, hogy kiválassza a legkedvezőbb pillanatot a vételre és az eladásra, mindenkinek spekulánssá kell válnia, vagyis aratnia, ahol nem vetett, mások veszteségén gazdagodni, mások szerencsétlenségére számítást csinálni, vagy a véletlent önnön hasznára fordítani. A spekuláns mindig szerencsétlenségekre, különösen rossz termésekre számít, mindent felhasznál, úgy, mint például annak idején a New York-i tűzvészt, s az erkölcstelenség netovábbja az értékpapírokkal űzött tőzsdespekuláció, amely a történelmet és vele együtt az emberiséget a kalkuláló vagy hazardírozó spekuláns kapzsiságának kielégítését szolgáló eszközzé süllyeszti.”
Az elszigetelt tulajdonosok romboló általános konkurenciája helyébe Engels egyetlen konkurenciát tart valósnak és maradandónak: „a fogyasztóerő viszonyát a termelőerőhöz”, de nem individuális, hanem közösségi értelemben:
„Egy emberiséghez méltó állapotban nem lesz más konkurencia, mint ez. A közösségnek számot kell majd vetnie, mit tud a rendelkezésére álló eszközökkel termelni, és ennek a termelőerőnek a fogyasztók tömegéhez való viszonya szerint megállapítania, mennyire kell a termelést fokoznia vagy csökkentenie, mennyire kell engednie a fényűzésnek vagy korlátoznia azt. Ha pedig olvasóim helyes ítéletet akarnak maguknak alkotni erről a viszonyról és a termelőerőnek arról a fokozódásáról, amely a közösség észszerű állapotától várható, olvassák el az angol szocialisták írásait és részben Fourier-éit is.
A szubjektív konkurencia, a tőke és tőke, munka és munka stb. közötti versenyharc ilyen körülmények között az emberi természetben megalapozott és eddig csak Fourier által tűrhetően kifejtett versengésre korlátozódik majd, amely az ellenkező érdekek megszűnése után a maga sajátságos és észszerű szférájára fog szorítkozni.”

### Malthus népesedési elméletének bírálata
Az általános konkurencia következménye egyrészt túlfeszített pörgés a tőke részéről, túlfeszített munkavégzés a munkás részéről, amelyek az emberi célok feladásához vezetnek mindkét oldalon, másrészt válság esetén tétlenség a tőke és a munka nagy hányadában. Ez utóbbinak a következménye a munkanélküliség drámai növekedése, mely a munkanélküliek számára emberhez nem méltó életkörülményeket jelent. A valódi ok a tőkés gazdasági rendben rejlik, melyet a közgazdászok olyan elméletekkel igyekeznek igazolni, melyeknél nem kényszerülnek rá, hogy a rendszer egészének létjogosultságát megkérdőjelezzék. Thomas Malthus túlnépesedési elmélete is ilyen, melynek egyik döntő hibája, hogy figyelmen kívül hagyja a tudomány és a technológia fejlődését. Mivel a tudomány fejlődésének nincsenek végső határai, a föld termőképessége, az élelmiszer termelés is beláthatatlan mértékig fokozható. „Ha ezt a felmérhetetlen termelőképességet tudatosan és mindenki érdekében használnák fel, az emberiségre jutó munka hamarosan minimálisra csökkenne; …” – írja Engels, levonva a közösségi társadalomnak az általános munkaidőre vonatkozó konzekvenciáit. A következőkben rávilágít Malthus tanainak osztályeredetére és elfogadhatatlan morális oldalára:
„Malthus, e tan szülőatyja, azt állítja, hogy a lakosság állandó nyomást gyakorol a létfenntartási eszközökre, hogy a termelés fokozásával ugyanolyan arányban szaporodik a népesség is, és ezért minden nyomor, minden bűn oka a lakosságnak az az inherens tendenciája, hogy a rendelkezésre álló létfenntartási eszközök keretein túl szaporodjon. Mert ha túl sok az ember, ilyen vagy olyan módon el kell őket távolítani az útból, – vagy erőszakos megöléssel, vagy éhenhalatással. De amint ez megtörtént, ismét van egy rés, amelyet a nép más szaporítói nyomban újra betöltenek, s így ismét kezdődik a régi nyomor. Ez, bizony, minden körülmények között így van, nemcsak a civilizált, hanem a természeti állapotban is; Új-Hollandia vademberei – egy jut belőlük egy négyzetmérföldre – éppúgy túlnépesedésben szenvednek, mint Anglia. Egyszóval, ha következetesek akarunk lenni, meg kell vallanunk, hogy a föld már akkor túl volt népesedve, amikor csak egy ember élt rajta. Ennek a fejlődésnek aztán azok a következményei, hogy mivel éppen a szegények a fölösek, semmit sem kell értük tenni, csak minél jobban meg kell könnyíteni nekik az éhenhalást, és meg kell győzni őket, hogy ezen nem lehet változtatni, és hogy egész osztályuknak nincs más menekvése, mint a lehető legcsekélyebb szaporodás, vagy pedig, ha ez nem sikerül, még mindig jobb berendezni egy állami intézményt a szegények gyermekeinek fájdalommentes megölésére, amint ezt »Marcus« javasolta – javaslata szerint ugyanis minden munkáscsaládra két és fél gyermek juthat; ha pedig több születnék, a többletet fájdalommentesen megölik. Alamizsnaosztogatás vétek volna, minthogy ez támogatja a fölös népesség szaporulatát; de igen előnyös lesz, ha a szegénységet bűnné és a szegényházakat büntetőintézetekké teszik, amint ez Angliában a „liberális” új szegénytörvénnyel már meg is történt. Igaz ugyan, hogy ez az elmélet rosszul egyezik a Biblia tanításával Istennek és teremtésének tökéletességéről, de »rossz cáfolási mód az, ha valaki a Bibliát vonultatja fel tények ellen«!
Hát kell-e ezzel a gyalázatos, aljas tannal, a természetnek és az emberiségnek ezzel az ocsmány káromlásával tovább foglalkoznom, tovább kísérnem a következtetéseiben? Itt végre legmagasabb csúcsán mutatkozik a közgazdász erkölcstelensége. Mivé törpül minden háború és a monopolrendszer minden borzalma ehhez az elmélethez képest! S éppen ez a liberális szabadkereskedelmi rendszer záróköve, amelynek leomlása maga után vonja az egész épület összeomlását. Mert ha kiderül itt, hogy a konkurencia az oka minden nyomornak, szegénységnek, bűnnek, ki mer majd még szót emelni mellette?”
Paradox módon Engels néhány elismerő szót is szól Malthus elméletéről, mivel a felhívta a figyelmet „az emberiség termelőerejének” fontosságára, melyben a tudományos haladás az egyik leglényegesebb tényező:
„A Malthus-féle elmélet egyébként egy okvetlenül szükséges átmeneti fok volt, amely sokkal, de sokkal előbbre vitt bennünket. Ez az elmélet, mint egyáltalában a gazdaságtan, hívta fel a figyelmünket a föld és az emberiség termelőerejére, és miután túljutottunk ezen a közgazdasági kétségbeesésen, örökre biztosítva vagyunk a túlnépesedés félelme ellen. Belőle vonjuk le a legcsattanósabb gazdasági érveket, amelyek a társadalom átalakítása mellett szólnak; mert még ha Malthusnak teljesen igaza volna is, akkor is nyomban végre kellene hajtani ezt az átalakítást, mivel csak ez, csak az általa nyújtható tömegműveltség teszi lehetővé a szaporodási ösztönnek azt a morális korlátozását, amelyet maga Malthus a túlnépesedés leghathatósabb és legegyszerűbb ellenszerének mondott. Ez az elmélet ismertette meg velünk, milyen mélyre süllyedt az emberiség, mennyire függ a konkurencia-viszonytól; megmutatja, hogy a magántulajdon az emberből végeredményben árut csinált, amelynek termelése vagy megsemmisítése szintén csupán a kereslettől függ; hogy a konkurencia rendszere ennélfogva embermilliókat mészárolt le és mészárol le ma is; mindezt láttuk, s mindez arra ösztönöz bennünket, hagy a magántulajdon, a konkurencia és az ellenkező érdekek megszüntetésével megszüntessük az emberiségnek ezt a lealázását.”
„Mekkora haladást köszönhet e század mezőgazdasága csupán a kémiának, sőt csupán két embernek: Sir Humphry Davynek és Justus Liebignek? A tudomány pedig legalább olyan gyorsan gyarapszik, mint a népesség; ez utóbbi az utolsó nemzedék száma arányában gyarapszik; a tudomány az előző nemzedék által ráhagyott ismeret tömege arányában halad, tehát a legközönségesebb körülmények között szintén mértani arányban – és mi lehetetlen a tudomány számára?”
Ugyanakkor Engels rámutat arra is, hogy tőkés viszonyok között a tudomány a munka ellen irányul, mert a technológiai fejlődés, a gépesítés munkanélküliséget okoz.

## Jelentősége
Engels fenti tanulmányának fontos történeti jelentősége van a marxizmus kialakulásában. Ez a mű tekinthető Marx és Engels közös munkássága legelső gazdaságelméleti művének, melynek megismerése nélkül nem érthető meg a maga teljességében a marxizmus eszmerendszerének sokrétű keletkezési folyamata. Vázlatossága és kidolgozatlansága ellenére elementáris hatást tett Marxra, s tulajdonképpen döntő szerepe volt abban, hogy elkezdte szisztematikus gazdaságtani kutatásait.
„Kimutathatóan Marx csak a »Deutsch-Französische Jahrbücher« kiadása után, tehát legkorábban 1844 elején, fogott hozzá a politikai gazdaságtan rendszeres tanulmányozásához. Erről tanúskodnak a közgazdasági művekből 1844 tavaszától kezdve készített kivonatai, valamint egy mű töredékes fennmaradt kézirata, amelynek témája: »Politika és gazdaság«. Mindkét munkán világosan érződik az a hatás, amelyet Engels »A nemzetgazdaságtan bírálatának vázlata« c. írásával Marxra gyakorolt. Ez nemcsak abban jut kifejezésre, hogy Marx kivonatfüzeteit Engels »Vázlat«-ának néhány sorba tömörített kivonatával kezdi, hiszen akkor ez a mű szolgált vezérfonalául saját közgazdasági tanulmányaiban. Marx támaszkodott is Engels gondolatmenetére ezekben a tanulmányaiban, s felhasználta az általa tanulmányozott közgazdászok elméleteinek vizsgálatához. Hogy Marx mennyire magáévá tette Engels nézeteit, az abból is kitűnik, hogy ezek a Marx kivonatfüzeteiben elszórtan található számos megjegyzésben újra meg újra visszatérnek és néhány jegyzetben szó szerint is egyeznek Engels fejtegetéseivel.”

## Külső hivatkozások
- Friedrich Engels: Umrisse zu einer Kritik der Nationalökonomie (német nyelven). Wikisource. (Hozzáférés: 2014. április 30.)
- Friedrich Engels; Ford.: Martin Milligan: Outlines of a Critique of Political Economy (angol nyelven). MIA, 1844 [2014. május 2-i dátummal az eredetiből archiválva]. (Hozzáférés: 2014. április 30.)